# Rockford (album)
Rockford è il quindicesimo album in studio della rock band Cheap Trick, pubblicato nel 2006.

## Tracce
1. Welcome to the World  – 2:06 – (R. Nielsen/R. Zander/T. Petersson/B.E. Carlos)
2. Perfect Stranger  – 3:41 – (L. Perry/R. Nielsen/R. Zander/T. Petersson/B.E. Carlos)
3. If It Takes a Lifetime  – 4:22 – (R. Zander/T. Petersson/R. Nielsen/B.E. Carlos/J. Raymond)
4. Come On Come On Come On  – 3:03 – (R. Zander/R. Nielsen/T. Petersson/B.E. Carlos)
5. O Claire  – 3:43 – (R. Nielsen/R. Zander/T. Petersson/B.E. Carlos)
6. This Time You Got It  – 4:01 – (R. Nielsen/R. Zander/T. Petersson/B.E. Carlos)
7. Give It Away  – 2:48 – (R. Nielsen/R. Zander/T. Petersson/B.E. Carlos)
8. One More  – 3:50 – (R. Nielsen/R. Zander/T. Petersson/B.E. Carlos)
9. Every Night and Every Day  – 3:12 – (R. Nielsen/R. Zander/T. Petersson/B.E. Carlos)
10. Dream the Night Away  – 3:14 – (T. Petersson/R. Zander/R. Nielsen/B.E. Carlos/B. Lloyd)
11. All Those Years  – 3:35 – (T. Petersson/R. Zander/R. Nielsen/B.E. Carlos/J. Raymond)
12. Decaf  – 3:38 – (R. Zander/R. Nielsen/T. Petersson/B.E. Carlos)

## Formazione
- Robin Zander - voce
- Rick Nielsen - chitarre
- Bun E. Carlos - batteria
- Tom Petersson - basso